# Costera
Costera — род растений из семейства Вересковые (Ericaceae).
Представители рода произрастают в тропиках, на Борнео, Филиппинах, Суматре и Молуккских островах.

## Таксономия
Род был описан голландским ботаником Иоганнои Смитом в 1910 году, в четвёртом томе иллюстрированной ботанической работы «Icones Bogorienses».
Costera J.J. Sm., Icones Bogorienses 4: t.324. 1910.

### Синонимы
- Cymothoe Airy Shaw
- Iaera H.F.Copel.

### Виды
- Costera borneensis J.J.Sm.
- Costera cyclophylla (Airy Shaw) J.J.Sm. & Airy Shaw
- Costera endertii J.J.Sm.
- Costera lanaensis (Merr.) Airy Shaw & J.J.Sm.
- Costera loheri (Merr.) Airy Shaw & J.J.Sm.
- Costera lucida (Merr.) Airy Shaw & J.J.Sm.
- Costera macrantha Argent
- Costera ovalifolia J.J.Sm.
- Costera sumatrana J.J.Sm.
- Costera tetramera Sleumer